# 아가호촌
아가호촌(英賀保村)은 효고현 시카마군에 있던 촌이다. 현재의 히메지시 시카마구의 서부에 해당한다.

## 역사
- 1889년 4월 1일 - 정촌제 시행에 의해 시키사이군 4개 촌의 구역을 가지고 성립하였다.
- 1896년 4월 1일 - 시카마군이 성립하여 소속이 변경되었다.
- 1936년 4월 1일 - 히메지시에 편입해 동일 아가호촌은 폐지되었다.

## 교통

### 철도
- 철도성
  - 산요 본선

## 참고문헌
- 가도카와 일본지명 대사전 28권 효고현